# Амбрис, Альцесте де
Альцесте Де Амбрис (15 сентября 1874 — 9 декабря 1934) — итальянский журналист, социалист и профсоюзный деятель, считающийся одним из величайших представителей революционного синдикализма в Италии. В 18 лет он примкнул к социалистическому движению, став активистом и пропагандистом Итальянской социалистической партии. В 1893 году, в возрасте 19 лет, он поступил на юридический факультет Пармского университета и проявил себя как активный участник политической жизни провинции, помогая организовывать рабочее движение в этом регионе.
С 1898 по 1903 год он находился в Бразилии, где сотрудничал с периодическим изданием Avanti! и способствовал организации итальянских рабочих и формированию социалистических групп и кружков. В 1908 году, будучи секретарём палаты труда Пармы, он организовал всеобщую забастовку, в которой приняли участие около 30 000 рабочих провинции. По окончании забастовки королевская прокуратура Пармы подала в суд на профсоюзных деятелей, включая Де Амбриса, обвинив их в пропаганде и попытке вооружённого мятежа против государства во время забастовки. После этого Де Амбрис вновь приехал в Бразилию, где оставался до 1911 года и основал периодическое издание La Scure.
По возвращении в Италию он стал одним из организаторов Итальянского синдикатского союза в 1912 году и был избран депутатом Итальянской социалистической партии в 1913 году. С началом Первой мировой войны он решил поддержать военные усилия союзников против Центральных держав. Де Амбрис был одним из самых решительных сторонников интервенционизма утверждая, что он выступает за основание свободы западных демократических стран, и он записался добровольцем в армию, когда Италия вступила в войну. В конце конфликта он обратился к Габриэле д’Аннунцио, сопровождал его в экспедиции во Фиуме и отвечал за создание итальянского регентства Карнаро.
С приходом к власти Бенито Муссолини Де Амбрис занял позицию против нацизма и из-за этого его изгнали из страны во Францию, где он вместе с другими итальянскими эмигрантами активно принимал участие в антифашистской деятельности. В 1927 году он лишился итальянского гражданства и умер в изгнании в 1934 году в городе Брив-ла-Гайард. В 1964 году его останки были перевезены в Италию, а торжества по случаю их погребения прошли в городе Парма.

## Биография
Альцесте Де Амбрис родился 15 сентября в Личчиана Нарди в Луниджане провинция Масса-Каррара в Королевстве Италия и был самым старшим из семи детей Франческо Де Амбриса и Валерии Риччи. Его отец был республиканцем-мадзинианцем, и с раннего возраста Де Амбрис проявлял интерес к политике. Бедственное положение рабочих Луниджаны привели его к тому, что он стал участником Итальянской социалистической партии в 1892 году и приняв участие в формировании многочисленных социалистических кружков в своём регионе, особенно в Аулле и Ла Специи, членом которых он был. В 1893 году, в возрасте 19 лет, он поступил на юридический факультет Пармского университета. Там Де Амбрис познакомился с несколькими профессорами-социалистами, а жил он в рабочем районе Пармы, Ольтреторренте. В возрасте 19 лет он поступил на юридический факультет Пармского университета между 1893 и 1895 годами, но не закончил его из-за своей политической активности.

## Участие в социализме
В период с 1893 по 1895 год он присоединился к рабочим и другим студентам Пармы в протестах против итальянских колониальных войн в Африке, а в 1896 году он подвергся преследованиям со стороны властей и был обвинён в клевете прессой.
В 1897 году его призвали на обязательную военную службу в Специи, где он пытался дезертировать, чтобы присоединиться к группе итальянских республиканцев, которые отправились сражаться за Грецию в греко-турецкой войне 1897 года . Де Амбрис считал, что Греция создала «сообщество свободных и равных, воодушевлённых братством и солидарностью и способных к жертвам», представляющее то, что он хотел построить в Италии. Он использовал греческий пример в противовес консервативному итальянскому национализму, утверждая идею солидарности с угнетёнными народами, борющимися за свободу. Хотя некоторые источники утверждают, что Де Амбрис был арестован за попытку дезертирства, другие утверждают, что он не был наказан. В 1898 году он участвовал в написании газеты La Terra, статьи которой осуждали условия жизни крестьян Масса-Каррары, которые почти все своё время были заняты работой, которой они посвящали 10 часов зимой и 15 летом, на земле, которая не всегда была плодородной. В том же году в Италии прошла серия народных протестов против роста цен на хлеб. Де Амбриса снова призвали на военную службу для подавления протестов, но он не явился и, чтобы избежать ареста, тайно эмигрировал во Францию, где встретил других итальянцев, спасавшихся от репрессий. Он отправился в Канны, а затем в Марсель, где несколько месяцев работал в порту и жил в трудностях и нищете. Военный суд Флоренции приговорил его к году тюремного заключения за дезертирство. Затем Де Амбрис уехал в Бразилию.

## Прибытие в Бразилию
Де Амбрис прибыл в Бразилию тайно на корабле из Италии вместе с другими бедными иммигрантами, привлечёнными обещаниями Бразильского правительства, которое в то время поощряла иммиграцию из Европы. Первоначально Альцесте намеревался отправиться в Монтевидео, но после проведения некоторого времени в Рио Де Жанейро со своими братьями Альфредо и Анджело решил остаться в стране. Позже он поселился в Сан-Паулу. Потрясённый мучениями, которые он увидел во время своего 25-дневного пребывания на корабле он решил изучать условия жизни итальянских иммигрантов на кофейных плантациях и отправился на одном из поездов, которые доставляли рабочих на фермы в Брасе и помогал иммигрантам вступать в организации и профсоюзы.
В 1900 году он участвовал в основании социалистической газеты «Аванти!», которая получила своё название от своего итальянского тёзки и намеревалась стать организацией, служащей интересам трудящихся и социальной борьбе. Периодическое издание имело хороший тираж среди итальянской общины Сан-Паулу и, в целом, защищало социальные реформы, которые могли бы принести пользу рабочему классу, а также формирование ассоциаций рабочего сопротивления, ставящих своей целью улучшение условий жизни самих рабочих. Вперёд! Это было одно из первых периодических изданий левого толка, издававшихся в Бразилии, и его редакторы стремились объединить свои усилия с различными социалистическими тенденциями, чтобы на страницах газеты было место как для более реформистских позиций (таких как позиция Альсебиадеса Бертолотти), так и для более радикальных (таких как позиция Де Амбриса). В конце сентября 1901 года, когда газета должна была завершить свой годичный тираж, Де Амбрис опубликовал статью, в которой призывал рабочих Бразилии к самостоятельной организации, заявив, что многих улучшений можно добиться непосредственно через действия и организацию рабочего класса. В следующем номере Берлотти в ответ утверждал, что рабочие организации ставят своей целью повышение заработной платы и улучшение жизни рабочего класса, но это не должно приводить к выводу о том, что экономические ассоциации должны игнорировать роль государства и партии и что рабочие не могут и не должны оказывать на них определённого давления. Несмотря на разногласия Аванти победил. Сам Де Амбрис на социалистическом конгрессе, проходившем с 30 мая по 2 июня 1902 года, защищал избирательную деятельность, заявляя о необходимости регистрации социалистов в избирательных списках и призывая иностранцев отказаться от национализма и натурализоваться, чтобы иметь возможность пользоваться правом голоса.
Он та же был активным членом Lega Democratica Italiana и Circolo Socialista Avanti! в тот же период провёл несколько конференций в городе Сан-Паулу и совершил несколько пропагандистских поездок по внутренним районам штата, где помогал основывать социалистические лиги и клубы. 12 января 1901 года Avanti! было объявлено о первых попытках социалистической партии, а в феврале активисты, собравшиеся вокруг газеты, с большим энтузиазмом наблюдали за забастовками, вспыхнувшими в Сан-Паулу, особенно после забастовки на текстильной фабрике Alvares Pentiado, которая распространилась и на другие категории. Победа бастующих на текстильной фабрике Пентеадо, которые требовали восстановления старых тарифов, снижения штрафов и мер по прекращению жестокого обращения была расценена газетой как большой триумф. Амбрис и Берлотти, которые выступали в качестве посредников во время переговоров, отправились в Бараш, чтобы сообщить бастующим о победе, как только получили эту новость сами. Они также выступали в поддержку итальянца Анджелло Лонгаретти, крестьянина, убившего владельца фермы, на которой он работал, Диого Эудженио Сейла, брата Кампоса Сейла, тогдашнего президента республики.
Альцесте и его брат Анджелло находились в Сан-Паулу, когда получили известие о неожиданной смерти их матери. Редакция Avanti! передала им обоим тёплые приветствия. В сентябре 1901 года он ушёл с поста редактора журнала, заявив, что хочет уделять больше времени пропаганде и начать работать над «Социалистическим альманахом» за 1902 год, который был опубликован несколько месяцев спустя с текстами, портретами и карикатурами. В этом альманахе были представлены введение, написанное Де Амбрисом, текст под названием «Интегральный социализм» социалиста Энрико Ферри, текст о социализме Эстевана Эстреллы, несколько стихотворений и рассказов Джованни Сены, Рауля Помпеи, Эдмондо де Амичиса и самого Де Амбриса под названием «La rivolta (scene della vita di fazenda)», в котором рассказывалась история Анджело Лонгаретти и трудностях сельской работы, которые привели этого поселенца к убийству фермера. В 1902 году он вернулся к управлению Avanti! и принял участие в социалистическом конгрессе, состоявшемся в конце мая — начале июня того же года.
В апреле 1903 года суд Сан-Паулу приговорил Альцесте к 4 месяцам и 20 дням тюремного заключения за клевету в прессе на промышленника Николу Матараццо. Его брат Альфредо, который был адвокатом, защищал Альцесте во время высылки, стремясь добиться пересмотра процесса процесса Верховным федеральным судом Рио-Де-Жанейро с целью отмены приговора. Однако, учитывая то, что его осуждение за дезертирство было снято, Де Амбрис предпочёл вернуться в Италию.

## Участие в Первой мировой войне
Прибыв в Европу, Де Амбрис находился в Лугано , Швейцария, между 1911 и 1912 годами, где он взял на себя управление L’Internazionale . [ 49 ] Незадолго до возвращения в Италию он вступил в полемику с синдикалистами, выступавшими за Ливийскую войну, в частности с Артуро Лабриолой . В то время как Лабриола пытался оправдать колониальную войну как экономическую и национальную необходимость, обвиняя выступавших против неё синдикалистов в согласии с реформистами, Де Амбрис обвинял Лабриолу и выступавших за войну синдикалистов в согласии с премьер-министром Джолитти, королём, банкирами, армией и Ватиканом . [ 50 ] Для него национальный синдикализм, пытавшийся отождествить интересы пролетариата с интересами милитаризма, «уже был приговорён к смерти». [ 51 ] Столкнувшись с противоречиями, вызванными провоенными и антивоенными синдикалистами, был сформирован блок с группой Пармы, которая была склонна отделиться от CGL и сформировать новый синдикалистский орган. [ 52 ] Хотя значительная часть движения синдикалистов считала важным сохранить единство рабочей организации, сторонники разделения достигли консенсуса в течение 1912 года, который был завершён в ноябре с созданием Unione Sindacale Italiana (USI), в который первоначально вступили 80 000 рабочих. [ 53 ] Альцест Де Амбрис был одним из его лидеров. В октябре 1913 года он был избран в законодательный орган Парламента Королевства Италии всенародным плебисцитным голосованием в Избирательной коллегии Пармы — Реджо-Эмилии — Модены от Итальянской социалистической партии на срок, который продлился до сентября 1919 года. С парламентским иммунитетом он смог вернуться в Италию, где его приветствовала толпа в Парме. [ 49 ] Во время своего мандата он посвятил себя прежде всего организации синдикализма. [ 51 ] В 1914 году после смерти трёх антимилитаристских демонстрантов вспышки восстания распространились по большей части Италии в течение недели, которая стала известна как " Красная неделя ". В нескольких регионах были взяты штурмом общественные здания, а телеграфные и железнодорожные линии были саботированы. [ 54 ] Анархисты, коммунисты, социалисты, либералы, республиканцы и синдикалисты приняли участие в беспорядках. [ 53 ] Альцест Де Амбрис призвал рабочих Пармы продать свои велосипеды и купить револьверы. [ 55 ] Однако провал движения обескуражил Де Амбриса, который был разочарован неподготовленностью рабочих и революционных сил. [ 51 ] Сожалея о спорах между различными левыми течениями, он начал поддерживать федералистскую и республиканскую программу, которая могла бы объединить все прогрессивные силы . Его проект, однако, подвергся критике со всех сторон, особенно синдикалистов, которые увидели в нём отход от Де Амбриса. [ 56 ]С началом Первой мировой войны руководящая группа USI решила поддержать военные усилия союзников против Центральных держав . Де Амбрис был одним из самых решительных сторонников интервенционизма, он спровоцировал раскол в Миланском синдикальном союзе (USM) в своей публичной речи 18 августа 1914 года, утверждая, что интервенционизм выступает за основные свободы западных демократических стран, и его примеру последовал Филиппо Корридони . Будучи сторонником национального синдикализма, он считал, что война представляет собой возможность, равную влиянию Французской революции, и вывел своих сторонников (USM и Пармскую трудовую палату) из Итальянского синдикального союза, чтобы основать Fasci d’Azione Rivoluzionaria Internazionalista . Манифест нового движения привлёк Бенито Муссолини, который возглавил своё собственное движение, Fasci Autonomi d’Azione Rivoluzionaria, к слиянию, которое дало рождение Fasci d’Azione Rivoluzionaria . Провоенные лидеры и фракции в конечном итоге покинули USI, секретариат которого перешёл к анархисту Армандо Борги. [ 57 ] В 1918 году синдикалисты, покинувшие USI, образовали Unione Italiana del Lavoro (UIL), целью которого было объединение рабочих, которые хотели развивать свои действия независимо от какой-либо политической партии и принимая во внимание общие условия развития и свободы в Италии, заявляя, что они не должны отказываться от своей родины, «но завоёвывать её, радикально обновляя её институты». Первоначально эту организацию поддерживал Де Амбрис, а Эдмондо Россони был её секретарём. [ 58 ] Многие лидеры и активисты UIL, включая Россони, перешли в фашизм. [ 59 ] В том же году в соавторстве с поэтом Филиппо Томмазо Маринетти он написал «Манифест итальянских боевых фасций» .Когда Италия вступила в войну , Де Амбрис записался добровольцем, полагая, что конфликт может спровоцировать революционную трансформацию. [ 60 ] Русская революция 1917 года, казалось, подтвердила его тезис, и он сказал, что, как и Россия, Италия может избавиться от " иностранцев, тиранов, светской власти пап " и «осуществить все самые смелые политические и социальные освобождения». [ 61 ] В конце войны он сблизился с поэтом Габриэле д’Аннунцио, сопровождая его в экспедиции в Фиуме . [ 62 ] Город был предметом спора между Италией и Югославией, и в сентябре 1919 года некоторые военные сектора повстанцев с некоторыми группами добровольцев под командованием д’Аннунцио заняли Фиуме, который находился под международным контролем, и объявили о его присоединении к Италии. Де Амбрис был одним из политических советников д’Аннунцио и отвечал за конституцию Фиуме, так называемую Carta del Carnaro . [ 63 ]https://en.wikipedia.org/wiki/File:Labaro_Reggenza_Italiana_del_Carnaro.svgТекст конституции так называемого итальянского регентства Карнаро, составленный Де Амбрисом, гарантировал свободу мысли, печати, собраний, ассоциаций, гражданское равенство полов, светский характер государства, всеобщую тайну, прямое и пропорциональное голосование, возможность отзыва должностей лиц, наделённых государственными функциями, бесплатные школы, социальное обеспечение и считал собственность социальной функцией, а не индивидуальным правом или привилегией . [ 64 ] Все граждане, включая женщин, должны были нести военную службу . [ 65 ] Режим, установленный в Фиуме, должен был быть прямой демократией, основанной на производительном труде, с местной и функциональной автономией в качестве её органического критерия. [ 66 ] Ещё одной яркой чертой Хартии Карнаро был корпоративизм . В конституции Фиуме говорилось, что все граждане, которые вносят вклад в материальное процветание и гражданское развитие Республики посредством непрерывного ручного и интеллектуального труда, считаются производительными гражданами и должны быть в обязательном порядке зачислены в гильдии рабочих, фермеров, торговцев, администраторов, государственных служащих, учителей и либеральных профессионалов. [ 65 ] Гильдии должны были иметь полную автономию с точки зрения своей организации и внутренней работы. [ 67 ] Из-за её корпоративности некоторые историки установили связь между Carta del Carnaro и фашизмом . Однако другие исследователи видят в ней своего рода синтез концепций, принятых Де Амбрисом во время его социалистического и синдикалистского активизма. [ 68 ] Проект конституции был одобрен Д’Аннунцио 18 марта 1920 года. Английские и французские рабочие организации считали экспедицию Фиуме империалистическим начинанием и призвали итальянских рабочих бойкотировать её . Однако UIL, находившийся под влиянием Де Амбриса, заявил о своей поддержке предприятия Фиуме. [ 67 ] Другие левыеЛидеры проявили некоторую симпатию к Фиуме. Антонио Грамши, который не доверял Д’Аннунцио, считал, что его движение имело заметные народные элементы, а Ленин советовал заключить союз Советского Союза с итальянским регентом Карнаро. [ 69 ]Помимо разработки конституции Фиуме, Де Амбрис также был секретарём по гражданским вопросам Командования Армии освобождения и был назначен начальником штаба Даннунцианского командования 10 июня 1920 года. Он работал над тем, чтобы нарушить отношения между легионерами Фиуме и фашистами, добиваясь поддержки рабочего движения. После Рапалльского договора и репрессий экспедиции Фиуме 24 декабря 1920 года Де Амбрис пытался удержать бывших легионеров вместе, пытаясь не допустить их попадания под фашистское и националистическое влияние. Однако сам Д’Аннунцио в конечном итоге обратился в фашизм. [ 69 ]

## Последние годы
Де Амбрис сотрудничал с Бенито Муссолини во время войны и в течение короткого периода после неё. Однако он никогда не вступал в Fasci di Combattimento и вскоре занял явно антифашистскую позицию, связавшись с Arditi del Popolo . [ 70 ] С ростом фашизма Де Амбрис принял участие в столкновениях между рабочими Пармы и фашистскими отрядами Итало Бальбо в августе 1922 года. [ 71 ] 20 декабря 1922 года его силой вытащили из трамвая, в котором он ехал в Генуе, избили и доставили в полицейский участок, обвинив в антифашистском подстрекательстве. [ 72 ] После этого он отправился в изгнание во Францию вместе со своей партнёршей Марией, её дочерью и мужем. Муссолини все ещё пытался убедить его сотрудничать с фашизмом между 1923 и 1924 годами, но Де Амбрис отказался. [ 73 ]
В своей последней ссылке он жил в нищете и работал продавцом книг . [ 73 ] Вскоре он включился в антифашистскую деятельность, которую проводили другие итальянские изгнанники, приняв участие в Lega Italiana dei Diritti dell’Uomo (LIDU) вместе с Луиджи Камполонги, своим давним товарищем. Организация занималась помощью новоприбывшим в получении документов и работы, а также помогала изгнанникам, которым грозила высылка, и служила форумом для дискуссий. Де Амбрис также основал еженедельник Il Mezzogiorno в Тулузе и был сотрудником газеты Il Corriere degli Italiani, где он публиковал различные статьи против фашизма. [ 74 ] В 1926 году он написал брошюру, в которой прокомментировал дело об убийстве депутата-социалиста Джакомо Маттеотти, документально подтвердив ответственность Муссолини за убийство и заявив, что «позорно терпеть, чтобы Италией управлял диктаторски убийца, и что отвращение, вызванное этим позором, должно найти волю и силы, чтобы его искоренить». [ 75 ] В сентябре того же года Де Амбрис лишился итальянского гражданства из-за своей антифашистской деятельности. В период с 1927 по 1934 год он поддерживал постоянную переписку со своей племянницей Ирмой. [ 74 ] Во многих своих письмах он писал под вымышленным именем, поскольку постоянно находился под наблюдением фашистского правительства, и его переписка часто перехватывалась. [ 76 ]9 декабря 1934 года Де Амбрис пригласил группу друзей к себе домой, чтобы обсудить план работы LIDU, объединив анархистов, социалистов и итальянских республиканцев в изгнании. Через несколько часов после встречи он умер. Парижская газета Le Peuple сообщила о его смерти 13 декабря 1934 года. [ 77 ] На могиле, которую рабочие Пармы построили для Де Амбриса на кладбище Брив-ла-Гайард, Камполонги написал следующий эпиграф: [ 78 ]Альцест Де Амбрис. Писатель. Оратор. Боец. Героический проводник толп. Личчиана 1874 — Бриве 1934. Он отказался от утешения и склонился над несчастьем, чтобы утешить и искупить его. Рождённый итальянцем, он умер гражданином мира. Странствующий рыцарь идеала, он остался в изгнании здесь, где камень, защищающий его тело, кричит от его имени о любви к мятежникам, ненависти к тиранам. В 1964 году его останки были перевезены из Франции на кладбище Делла Вилетта в Италии, а торжества по случаю их захоронения прошли в городе Парма с участием местных властей и синдикалистских организаций. [ 79 ] [ 79 ]